# Irati (tiểu vùng)
Irati là một tiểu vùng thuộc bang Paraná, Brasil. Tiều vùng này có diện tích 2834 km², dân số năm 2007 là 91591 người.